# Agnieszka Holland
Pour les articles homonymes, voir Holland.
Agnieszka Holland est une réalisatrice franco-polonaise, née le 28 novembre 1948 à Varsovie.

## Biographie

### Origines et formation
Agnieszka Holland est la fille du sociologue et journaliste Henryk Holland (ancien militant communiste polonais, d'origine juive) et de la journaliste Irena Rybczyńska (pl), et la sœur de Magdalena Łazarkiewicz, également cinéaste. Elle a 13 ans en 1961 lorsque son père se suicide en se jetant par la fenêtre après avoir été arrêté, accusé « à tort » d'espionnage.
Après une scolarité secondaire au lycée Étienne Báthory de Varsovie (pl), elle fait des études de cinéma à l'Académie du cinéma de Prague (FAMU). À son retour en Pologne, elle est notamment l'assistante de Krzysztof Zanussi et Andrzej Wajda.

### Carrière
Le premier long métrage dont Agnieszka Holland est l’auteure, Acteurs provinciaux (Aktorzy prowincjonalni (pl)), est présenté à la Semaine de la critique durant le Festival de Cannes 1980, et y remporte le prix Fipresci de la critique.
Après la proclamation de l'état de siège en Pologne en 1981, elle séjourne plusieurs années à l'étranger, notamment en France, en Allemagne, puis aux États-Unis. Elle partage ensuite sa vie entre la France, les États-Unis et la Pologne.
En 2017, elle préside le jury du 41e Festival international du film de Hong Kong.

### Vie privée
Agnieszka Holland a été mariée au metteur en scène d'origine slovaque Laco Adamík (pl), rencontré durant ses études à Prague, dont elle a eu une fille, Katarzyna Adamik, qui est également réalisatrice. Elle[Qui ?] a longtemps vécu en France.

### Victime de menaces
Le film d'Agnieszka Holland de 2023, Green Border (« frontière verte »), mettant en scène la crise migratoire de 2021 à la frontière polono-biélorusse, est l’objet avant même sa sortie d’une violente campagne de dénigrement, y compris par le gouvernement ultraconservateur. Le ministre de la Justice, Zbigniew Ziobro, compare la réalisatrice au nazisme tout en l'accusant de pratiquer la langue des « stalinistes » et des « communistes ». Agnieszka Holland est également la cible d'une campagne de haine en ligne, de menaces de mort et de nombreuses injures antisémites. Les acteurs du film sont eux aussi pris à partie, et le parti conservateur PiS instrumentalise le film lors de la campagne électorales de 2023.

## Filmographie

### Cinéma
- 1970 : Hrich boha (court métrage)
- 1976 : Pictures from Life (Obrazji z zycia), segment A Girl and an Aquarius
- 1977 : Screen Tests (Zdjecia próbne) coréalisé avec Jerzy Domaradzki et Pawel Kedzierski
- 1979 : Acteurs provinciaux (Aktorzy prowincjonalni), avec Tadeusz Huk et Halina Łabonarska[6]
- 1981 : Gorączka (Fever)
- 1985 : Amère Récolte (Bittere Ernte)
- 1988 : Le Complot (To Kill a Priest)
- 1990 : Europa Europa
- 1992 : Olivier, Olivier
- 1993 : Le Jardin secret (The Secret Garden)
- 1995 : Rimbaud Verlaine (Total Eclipse)
- 1997 : Washington Square
- 1999 : Au cœur du miracle (The Third Miracle)
- 2001 : Golden Dreams
- 2002 : Julie Walking Home
- 2006 : L'Élève de Beethoven (Copying Beethoven)
- 2009 : Janosik, roi des voleurs (Janosik. Prawdziwa historia)
- 2011 : Sous la ville (W ciemności)
- 2017 : Tableau de chasse (Pokot)
- 2019 : L'Ombre de Staline (Mr. Jones)
- 2020 : Le Procès de l'herboriste (Šarlatán)
- 2023 : Green Border (Zielona granica)[7]
- 2025 : Franz[8]

### Télévision
- 1974-1999 : Teatr Telewizji (série)
- 1976 : Evening at Abdon's (Wieczor y Abdona)
- 1977 : Sunday Children (Niedzielne dzieci)
- 1977 : Something for Something (Cos za cos)
- 1985 : Kultura
- 1987 : A Lonely Woman (Kobieta samotna)
- 1991 : Largo desolato
- 1995 : Fallen Angels (série), saison 2, épisode 9 Red Wind
- 2004-2008 : Sur écoute (The Wire) (série), saison 3, épisode 8 ; saison 4, épisode 8 ; saison 5, épisode 5
- 2004-2009 : Cold Case : Affaire classées (Cold Case) (série), saison 1, épisodes 11 et 22 ; saison 5, épisode 10 ; saison 6, épisode 12
- 2006 : A Girl Like Me : L'Histoire vraie de Gwen Araujo (A Girl like Me: The Gwen Araujo Story) (téléfilm)
- 2007 : Ekipa (série), épisodes 1, 2, 3, 9, 13 et 14
- 2010-2013 : Treme (série), saison 1, épisodes 1 et 10 ; saison 2, épisode 10 ; saison 4, épisode 5
- 2011-2012 : The Killing (série), saison 1, épisodes 6 et 9 ; saison 2, épisode 1
- 2013 : Sacrifice (mini-série) (Horící ker)
- 2013 : Bez tajemnic (série), saison 3, épisodes 5, 10, 30, 35
- 2014 : Rosemary's Baby (mini-série), épisodes 1 et 2
- 2015-2017 : House of Cards (série), saison 3, épisodes 10 et 11 ; saison 5, épisodes 10 et 11
- 2017 : The Affair (série), saison 3, épisode 6
- 2018 : The First (série), épisodes 1 et 2
- 2018 : 1983 (série), épisodes 1 et 2

## Distinctions
- Médaille d'or du Mérite culturel polonais Gloria Artis[Quand ?]
- Commandeur avec étoile dans l'ordre Polonia Restituta[Quand ?]
- Festival de Cannes 1980 : prix Fipresci de la critique des sections parallèles pour Acteurs provinciaux (Semaine de la critique)